# Hebron (Wisconsin)
Hebron es un lugar designado por el censo ubicado en el condado de Jefferson en el estado estadounidense de Wisconsin. En el Censo de 2010 tenía una población de 224 habitantes y una densidad poblacional de 34,55 personas por km².

## Geografía
Hebron se encuentra ubicado en las coordenadas 42°55′8″N 88°41′22″O / 42.91889, -88.68944. Según la Oficina del Censo de los Estados Unidos, Hebron tiene una superficie total de 6.48 km², de la cual 6.38 km² corresponden a tierra firme y (1.52%) 0.1 km² es agua.

## Demografía
Según el censo de 2010, había 224 personas residiendo en Hebron. La densidad de población era de 34,55 hab./km². De los 224 habitantes, Hebron estaba compuesto por el 97.32% blancos, el 0.45% eran afroamericanos, el 0.89% eran amerindios, el 0% eran asiáticos, el 0% eran isleños del Pacífico, el 0.89% eran de otras razas y el 0.45% pertenecían a dos o más razas. Del total de la población el 0.45% eran hispanos o latinos de cualquier raza.